# Franciscus Lucas Brugensis
Franciscus Lucas Brugensis ou François Luc de Bruges (1548 / 9–1619) foi um exegeta bíblico católico romano e crítico textual da Holanda dos Habsburgos.

## Vida
Franciscus Lucas nasceu em Bruges no final de 1548 ou no início de 1549, filho de Josse Lucas e Ghislaine Vande Walle. Ele estudou no Castle College, Leuven, graduando-se em 6 de março de 1568, ficando em quinto lugar dos 155 alunos em seu ano. Ele obteve uma Licenciatura em Teologia Sagrada em 1575 ou 1576. Paralelamente aos estudos acadêmicos, ele se dedicou a adquirir o conhecimento das línguas do Oriente Médio sob a orientação do acadêmico jesuíta Johannes Harlemius. Ele também se tornou amigo de William Damasus Lindanus e Robert Bellarmine, e da família de Christopher Plantin.

### Edições da Leuven Vulgate
Em 1570, Christopher Plantin obteve permissão para imprimir uma nova edição da Vulgata de Leuven, editada pela primeira vez por Hentenius, revisada sob a autoridade da Faculdade de Teologia de Leuven. Um comitê formado por Joannes Molanus, Augustinus Hunnaeus e Cornelis Reineri nomeou Franciscus Lucas para reunir todas as leituras variantes que Hentenius tivesse perdido e adicionar notas explicativas marginais. Lucas passou três anos nessa tarefa. Plantin publicou esta segunda edição da Vulgata de Leuven em Antuérpia em 1574 sob o título Biblia sacra. Quid in hac edition a theologie Lovaniensibus praestitum sit, paulo post indicatur .
Enquanto trabalhava em um volume de notas que fornecia explicações mais completas sobre sua escolha de leituras do que era possível na própria edição bíblica, Lucas viajou duas vezes para sua cidade natal, Bruges, onde Remi Drieux o ordenou ao diaconato em junho de 1574 e ao sacerdócio em Abril de 1577. Seu trabalho acadêmico foi ainda mais atrasado pela Revolta Holandesa. Em 2 de fevereiro de 1578, mercenários escoceses a serviço de Guilherme, o Silencioso, assumiram o controle de Leuven e a universidade efetivamente deixou de funcionar. Lucas voltou para a casa de seus pais em Bruges, mas em 20 de março esta cidade também caiu nas mãos dos rebeldes. Em 1580, Plantin publicou Notationes in sacra Biblia quibus variantia discrepantibus exemplaribus loca summo studio discutiuntur de Lucas, com uma dedicatória ao cardeal Sirleto, e em 1583 Plantin republicou a Bíblia de 1574 e as anotações de 1580 juntas em um único volume de fólio.  Essa edição trazia o título: Biblia Sacra, quid in hac editione a theologis Lovaniensibus praestitum sit, eorum praefatio indicat.

### Carreira eclesiástica
Lucas fora nomeado cônego da Catedral de São Salvador, Bruges, em 6 de maio de 1579, mas em julho de 1581, Jean Six, recém-consagrado bispo de Saint-Omer, o aceitou como seu capelão e secretário particular. Lucas ocupou este cargo até a morte de Seis em 11 de outubro de 1586, mas a partir de 2 de outubro de 1581 ele também ocupou um cargo do capítulo da catedral em Saint-Omer para dar palestras sobre a Sagrada Escritura e, a partir de 2 de abril de 1584, realizou uma prebenda no capítulo reservado para graduados em teologia.
Em setembro de 1586, enquanto viajava para um sínodo provincial em Mons, o Bispo Seis adoeceu em Lille. Lucas anotou seus últimos pedidos, agiu como um de seus executores e pessoalmente transportou seu coração de volta a Saint-Omer para ser enterrado lá. Seu elogio ao bispo foi impresso na Plantin Press em 1587 como In obitum D. Joannis Six, episcopi audomaropoliiani, oratio funebris Francisci Lucae, S.T.L. canonici audomaropolitani.
Em 5 de março de 1593, Lucas foi nomeado penitenciário canônico e em 31 de julho de 1602 foi eleito reitor do capítulo (tomando posse do cargo em 6 de agosto). Seu nome foi indicado para suceder Petrus Simons como bispo de Ypres, mas Charles Maes foi nomeado para a sé.

### Trabalhos posteriores
Em 1603, o sucessor de Plantin, Jan Moretus, publicou a visão geral de Lucas das correções da Vulgata Sixto-Clementina como Romanae correctis in latinis Bibliis editionis vulgata, jussu Sixti V pont. máx. reconhecitis, loca insigniora, com uma dedicatória a Jacques Blaseus, bispo de Saint-Omer e aprovações laudatórias do Professor Estius, Cardeal Baronius e Cardeal Bellarmine.
Em 1606, um comentário exegético de dois volumes sobre os Evangelhos nos quais ele havia se empenhado por muito tempo foi finalmente publicado, novamente por Moretus, como In sacrosancta quatuor Jesu Christi Evangelia commentarii, com uma dedicatória aos arquiduques Soberanos Alberto e Isabel.

### Morte
Após a morte do bispo Blaseus em 22 de março de 1618, Lucas foi nomeado vigário capitular durante a vacância que se seguiu, mas ele próprio faleceu em 19 de fevereiro de 1619. Entre outras heranças, deixou instruções aos seus testamenteiros para que apresentassem a quarenta paróquias, cada um, um exemplar da edição folio Plantin do Missal Romano com gravuras em placas de cobre. Ele foi enterrado ao lado de sua irmã, Denise, na nave da Catedral de Saint-Omer, em frente à capela de St Denis, onde costumava celebrar missa.